# Ognjan Tetimow
Ognjan Dimitrow Tetimow (bulgarisch Огнян Димитров Тетимов; * 11. Juli 1964 in Sandanski) ist ein bulgarischer Politiker und Abgeordneter im 41. bulgarischen Parlament.

## Leben
Ognjan Tetimow hat das Technikum für Bergbau in Sandanski absolviert. Als Mitglied der rechtsextremen Partei Ataka war er ihr Kreisratsvorsitzender in der Gemeinde Petritsch und ihr Bezirkstagsvorsitzender in der Oblast Blagoewgrad.
Tetimow vertritt fremdenfeindliche Positionen. So müsse seiner Meinung nach „mit allen Mitteln und Kräften unser Land von den Bestrebungen der DPS, sie erneut zu türkisieren, verteidigt werden“
Am 14. Oktober 2008 wurde Ognjan Tetimow von vier Personen verprügelt und zum Unterzeichnen einer Deklaration gezwungen. Dabei wurden ihm Körperverletzungen zugefügt. Es ging um 400.000 Lewa, mit denen Wähler gekauft worden seien. Im Juli 2009 wurde Ognjan Tetimow zum Abgeordneten in der 41. Narodno Sabranie gewählt.
Tetimow ist verheiratet und hat zwei Kinder.

## Abgeordneter
Ognjan Tetimow ist stellvertretender Vorsitzender der Parlamentariergruppe Bulgarien-Venezuela der bulgarischen Nationalversammlung. Außerdem ist er Mitglied der Ausschüsse für Ökologie und Wasser (bulg. Комисия по околната среда и водите), sowie Land- und Forstwirtschaft (bulg. Комисия по земеделието и горите). Als Abgeordneter hat er die Gesetzesvorlagen für die Änderung des Gesetzes für Radio und Fernseher (bulg. Закона за радиото и телевизията) und des Gesetzes über die Verpflichtungen und Verträge (bulg. Закона за задълженията и договорите) erarbeitet.
Vom 2. September bis 2. Dezember 2009 war Tetimow Mitglied der Enquete-Kommission, welche die Hinweise auf Störung der Parlamentswahlen von 2009 überprüfte.
Im September 2009 wurde nach einem Hinweis Tetimows an den damaligen Finanzminister Simeon Djankow die illegale Einfuhr von Gemüse aus der Ehemaligen Jugoslawischen Republik Mazedonien unterbunden.
Am 21. Dezember 2011 trat Tetimow mit weiteren drei Abgeordneten aus der Partei und der parlamentarischen Fraktion aus.